# エゲル
エゲル（Eger）はハンガリーの都市。ヘヴェシュ県の首都。赤ワインの生産地として有名。

## 地名の由来
エゲルの名はハンガリー語の単語égerfa（ハンノキの意）に由来すると考えられている。ドイツ語ではErlau、ラテン語ではAgria、セルビア語とクロアチア語ではJegar, ЈегарまたはJegra,Јегра、チェコ語とスロベニア語ではJager、スロバキア語ではJáger、ポーランド語ではJagier、トルコ語ではEğriと呼ばれている。

## 姉妹都市
- - チェボクサル、ロシア
- - エスリンゲン、ドイツ
- - ゲインズビル、ジョージア州、アメリカ合衆国
- - ゲオルゲニ、ルーマニア
- - クトナー・ホラ、チェコ
- - マコン、フランス
- - パムッカレ、トルコ
- - ポリ、フィンランド
- - プシェムィシル、ポーランド
- - サルザナ、イタリア